# Ann-Sophie Duyck
Ann-Sophie Duyck (Roeselare, 23 de julio de 1987) es una ciclista profesional belga que debutó como profesional en 2012 tras destacar en el calendario amateur de su país, aunque en 2014 se tuvo que recalificar amateur para afianzarse en el profesionalismo desde 2015 debido a que como amateur se hizo
con el Campeonato de Bélgica Contrarreloj.
Participó en la prueba en ruta y prueba contrarreloj de los Juegos Olímpicos de Río de Janeiro 2016 donde abandonó la prueba en ruta y fue 28.ª en la contrarreloj.
Principalmente ha destacado en etapas contrarreloj, por ejemplo ha sido top-10 en tres años consecutivos en el Mundial Contrarreloj (2014-2016). De hecho todas sus victorias las ha conseguido en esa disciplina excepto en la Ljubljana-Domzale-Ljubljana 2016 y en la segunda etapa de la Setmana Ciclista Valenciana 2017. Tras haber corrido siempre en equipos de su país -destacando, ya que en 2016 fue la mejor del Topsport Vlaanderen en el Ranking UCI- en 2017 dio el salto al equipo británico del Drops.

## Palmarés
2012
- 3.ª en el Campeonato de Bélgica Contrarreloj

2014
- Campeonato de Bélgica Contrarreloj
- Erondegemse Pijl

2015
- 1 etapa de la Auensteiner Radsporttage
- 1 etapa del Trophée d'Or Féminin
- Chrono Champenois-Trophée Européen

2016
- 1 etapa de la Gracia-Orlová
- Ljubljana-Domžale-Ljubljana TT
- Campeonato de Bélgica Contrarreloj
- Chrono des Nations

2017
- 1 etapa de la Setmana Ciclista Valenciana
- Ljubljana-Domžale-Ljubljana TT
- Campeonato de Bélgica Contrarreloj
- 1 etapa del Tour de Feminin-O cenu Českého Švýcarska
- 2.ª en el Campeonato Europeo Contrarreloj

2018
- Campeonato de Bélgica Contrarreloj

2019
- 2.ª en el Campeonato de Bélgica en Ruta

## Resultados en Grandes Vueltas y Campeonatos del Mundo
Durante su carrera deportiva ha conseguido los siguientes puestos en las Grandes Vueltas femeninas y en los Campeonatos del Mundo en carretera:
| Carrera              | Carrera              | 2012 | 2013 | 2014 | 2015 | 2016 | 2017 | 2018 | 2019 | 2020 | 2021 |
| -------------------- | -------------------- | ---- | ---- | ---- | ---- | ---- | ---- | ---- | ---- | ---- | ---- |
|                      | Giro de Italia       | 66.ª | —    | —    | —    | —    | —    | 93.ª | —    | —    | —    |
|                      | Tour de l'Aude       | X    | X    | X    | X    | X    | X    | X    | X    | X    | X    |
|                      | Grande Boucle        | X    | X    | X    | X    | X    | X    | X    | X    | X    | X    |
| Mundial en Ruta      | Mundial en Ruta      | —    | —    | —    | —    | —    | 30.ª | —    | —    | Ab.  | —    |
| Mundial Contrarreloj | Mundial Contrarreloj | —    | —    | 5.ª  | 9.ª  | 8.ª  | 16.ª | 28.ª | —    | 34.ª | —    |

—: no participa
Ab.: abandono

X: ediciones no celebradas

## Equipos
- Lotto Belisol Ladies (2012-2013)
- Topsport Vlaanderen (2015-2016)
  - Topsport Vlaanderen-Pro-Duo (2015)
  - Topsport Vlaanderen-Etixx (2016)
- Drops (2017)
- Cervélo-Bigla Pro Cycling Team (2018)
- Parkhotel Valkenburg (2019-2020)
- Multum Accountants Ladies Cycling Team (2021)